# Chytranthus verecundus
Chytranthus verecundus är en kinesträdsväxtart som beskrevs av N. Halle & Ake Assi. Chytranthus verecundus ingår i släktet Chytranthus och familjen kinesträdsväxter. Inga underarter finns listade i Catalogue of Life.